# Hohenems
Hohenems je město v rakouské spolkové zemi Vorarlbersko v okrese Dornbirn.
Území města tvoří jediné katastrální území. Leží v údolí Rýna v nadmořské výšce 432 m n. m., u státní hranice se Švýcarskem. Poblíž města se nachází letiště. Žije zde přibližně 17 tisíc obyvatel.

## Historie

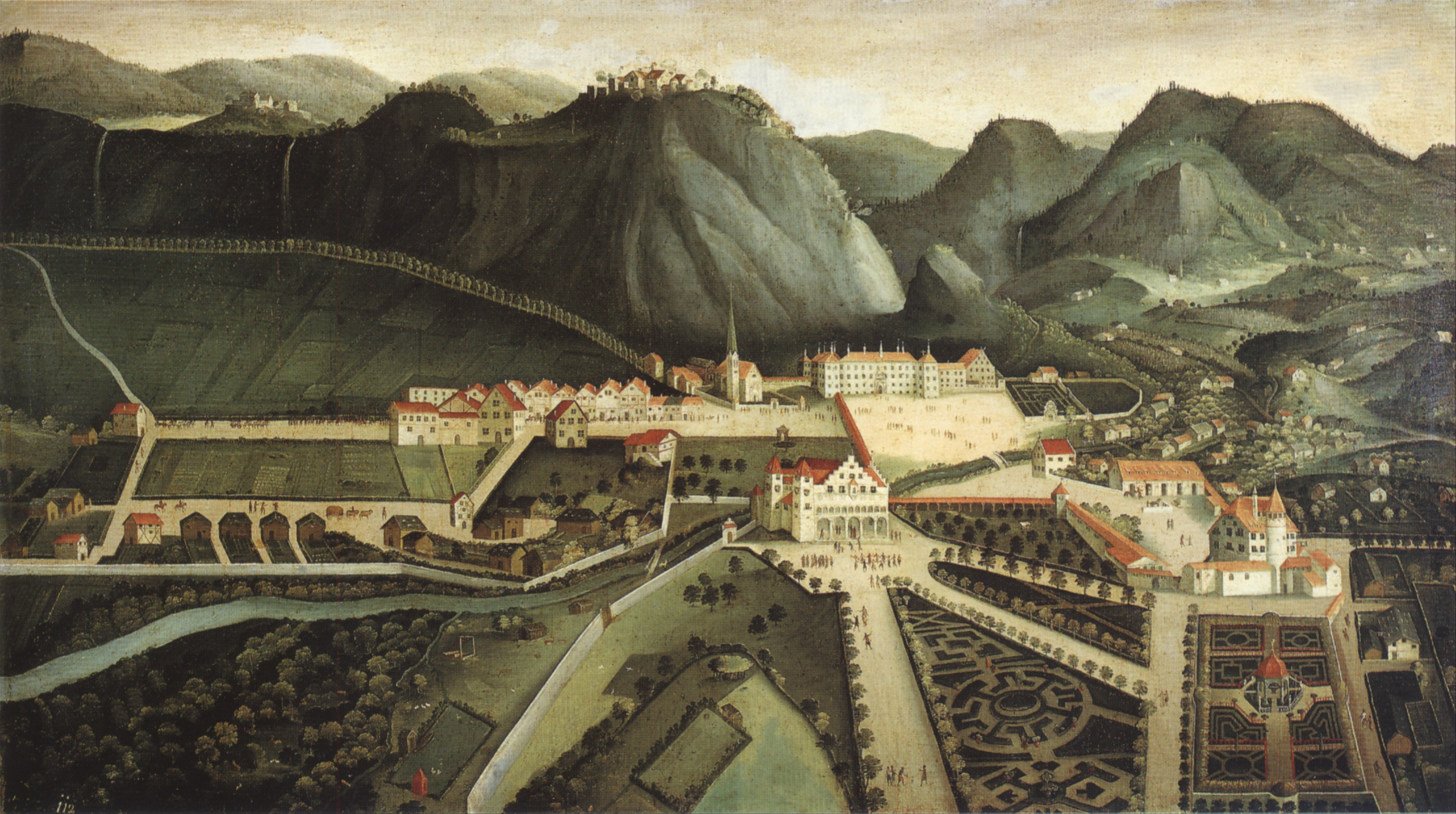
Hohenems na vedutě z roku 1613

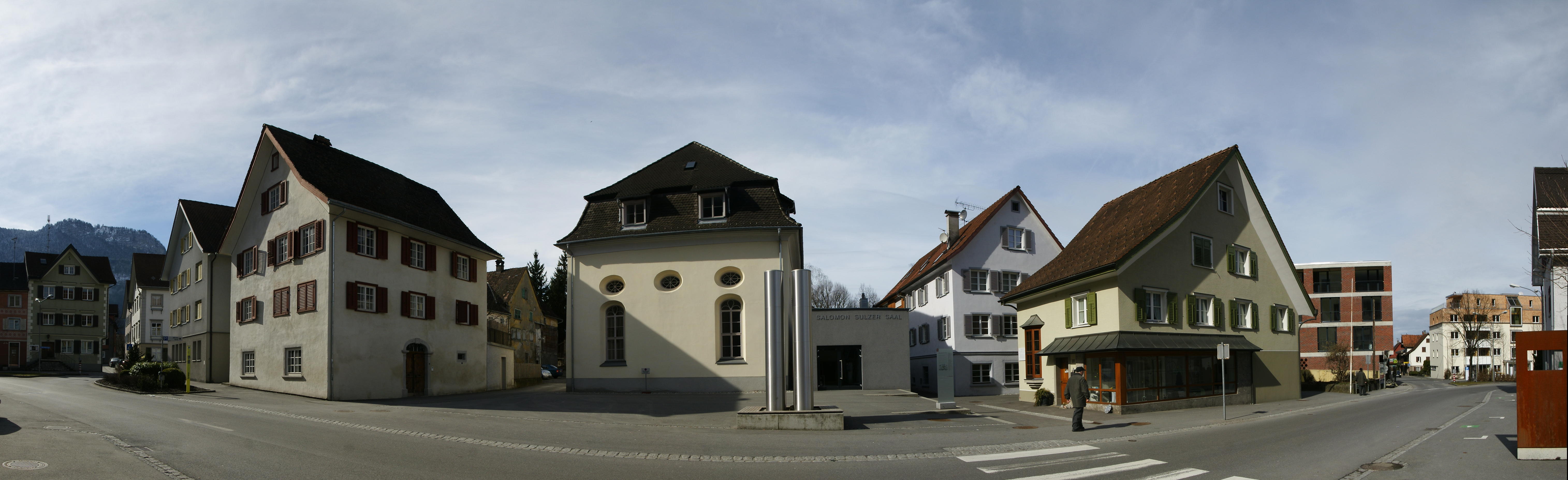
Část židovské čtvrti s místní synagogou

Panství proslavil šlechtický rod Hohenemsů, který zde ve 12. století vybudoval na půdorysu 350 × 80 metrů jeden z tehdy největších hradů v oblasti jižního Německa a západního Rakouska. Pevnost za vlády Štaufů sloužila mimo jiné jako vězení prominentních vězňů, jako byl Vilém III. Sicilský (1195) nebo v roce 1206 kolínský arcibiskup Bruno. V roce 1333 byla hradní vsi udělena městská práva, ale Hohenems se městem nestal, protože nedokázal sehnat dost finančních prostředků na stavbu městských hradeb. Roku 1406 byl městys vypálen.
V jeho blízkosti byla objevena ložiska síry a založeny sirné lázně, k nimž byla roku 1595 přistavěna sirná kaple.
Wolf Dietrich z Embsu (1507–1538), vojevůdce španělského vojska císaře Karla V. se oženil s Klárou Medicejskou. Její bratr Giovanni Angelo byl roku 1559 zvolen papežem a přijal jméno Pius IV. Wolfův syn Jakub Hanibal I. z Hohenemsu (1530-1587) nastoupil rovněž jako žoldnéř do habsburské armády a za jeho zásluhy ho 27. dubna 1560 král Ferdinand I. Habsburský povýšil do stavu říšských hrabat a Ems byl povýšen na svobodné říšské hrabství Hohenems. Roku 1565 se oženil s Hortensií Boromejskou z Arony, sestrou sv. Karla Boromejského, který roku 1570 přijel do Hohenemsu na návštěvu. Jakub Hanibal I. velel papežskému vojsku, mj. při vítězství v bitvě u Lepanta, roku 1573 bojoval proti povstání v Nizozemí. Na hrad si pozval nizozemského dvorního malíře Anthoni Bayse (1543–1615), který vytvořil skupinový portrét jeho zahradní slavnosti, se 43 účastníky je největším skupinovým portrétem renesanční doby. Bays vytvořil ještě dva rodinné portréty a na další si Hanibal pozval jiné mistry. Všech 10 olejomaleb bylo roku 1713 převezeno na nově zakoupený zámek v Bystrém u Poličky a odtud až do současnosti vystavené v muzeu v Poličce.
Jakubův starší syn Kašpar z Hohenemsu (1573–1640) s manželkou Eleonorou Filipínou dokončili na úpatí Schlossbergu stavbu renesančního zámku v Hohenemsu, vybavili jeho interiéry a přikoupili císařský region Vadúz a hrabství Schellenberg. Jeho syn Jakub Hanibal II. z Hohenemsu (1595–1646) se roku 1616 oženil s kněžnou Annou Sidonií z Těšína a Velkého Hlohova, třicetiletá válka však vzestup rodu i hradu zastavila.
Hohenems získal tržní privilegia.
Koncem 18. století byl v odprodané rodinné knihovně Hohenemsů objeven rukopis A a C středověké ságy o Nibelunzích.
V roce 1765 získalo hrabství Hohenems Rakousko. Habsburkové vládli střídavě z Tyrolska a Horního Rakouska. Od roku 1805 do roku 1814 patřilo Bavorsku, po čtyřech letech sporu o vlastnická práva se vrátilo zpět do Rakouska. Hohenems patří do rakouského státu Vorarlberg od jeho ustavení v roce 1861.

## Památky a kulturní zajímavosti

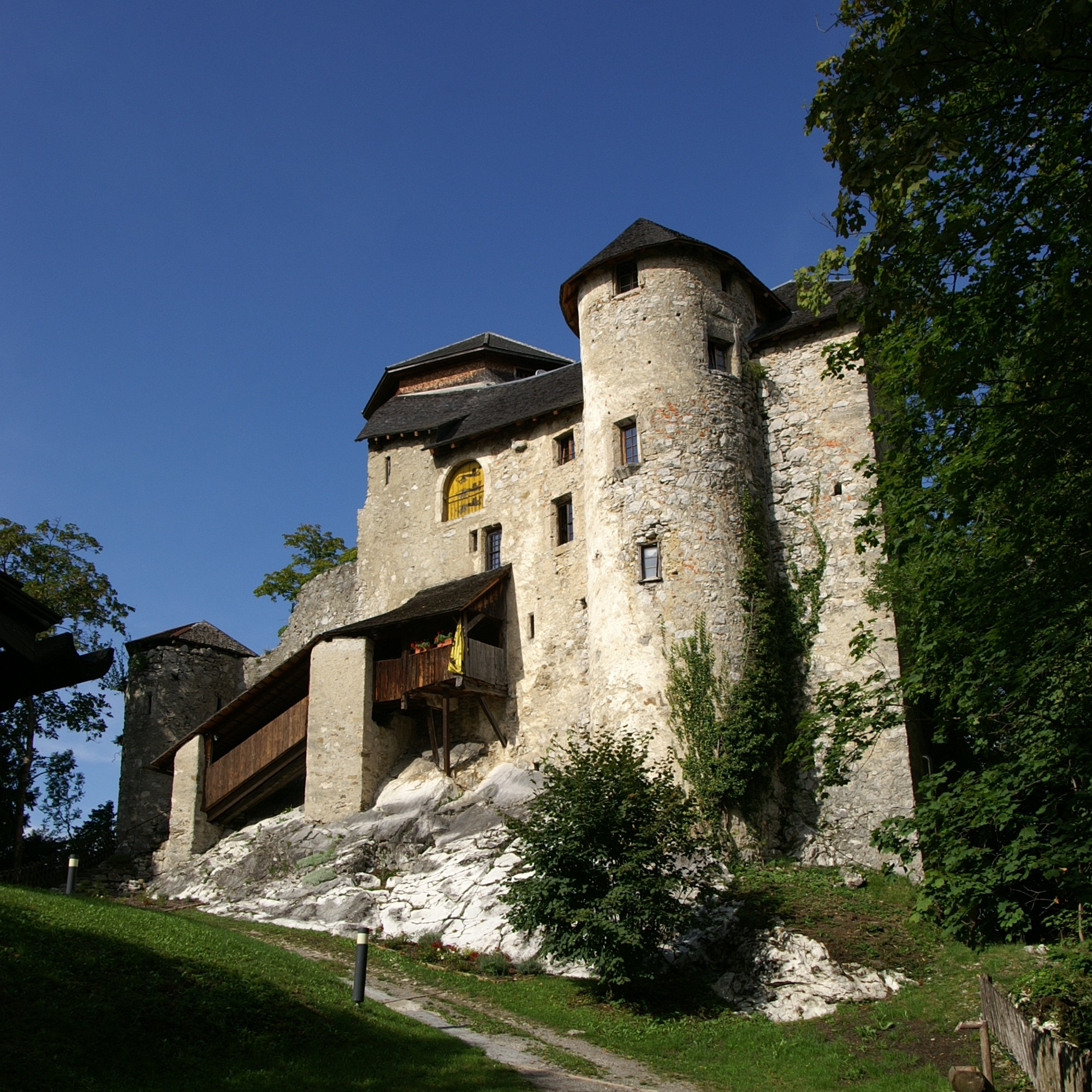
Hrad Glopper

Renesanční palác v centru města

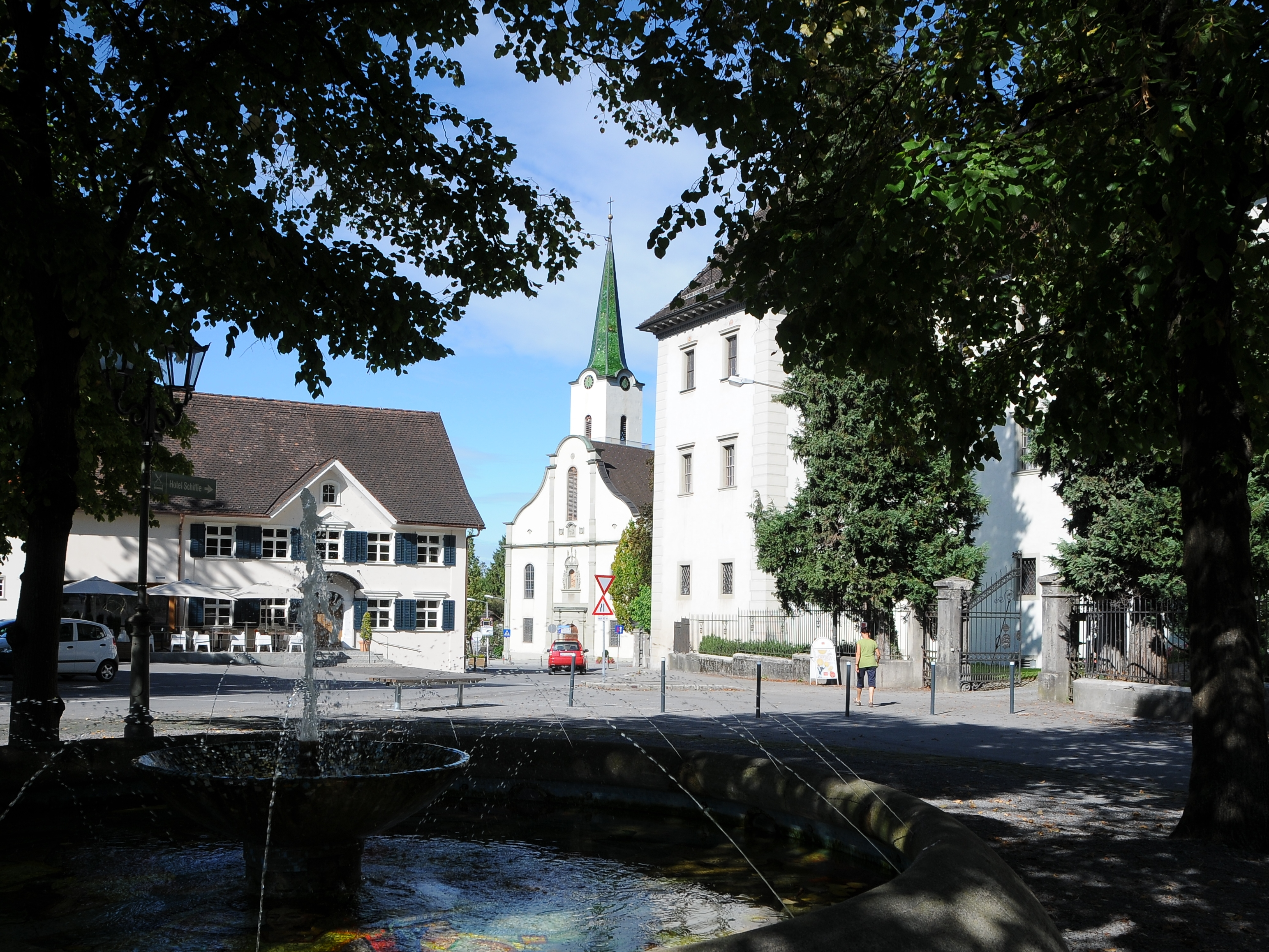
Centrum města s kostelem sv. Karla Boromejského

- ruiny hradu Alt-Ems se sedmi věžemi a padacím mostem – první sídlo rodu pánů z Em(b)su
- hrad Glopper – druhé sídlo rodiny z Em(b)su
- renesanční městský palác rodiny z Hohenemsu, navrhl a postavil architekt Martin Longhi v letech 1562–1567,
- renesanční radnice – původně hostinský dům rodiny Hohenemsů od architekta Longhiho, po roce 1830 adaptovaný na novou radnici
- Stará radnice – raně barokní dům s válcovou věží, sloužil radnici v letech 1637–1830
- Kostel sv. Karla Boromejského – z roku 1797; uvnitř renesanční mariánský oltář; freska Alegorie Tridentského koncilu (Jakub Hanibal I. s bratrem Markem Sittichem)
- Kaple sv. Karla Boromejského, drobná jednolodní stavba, založená roku 1617
- Sál Salomona Sulzera – bývalá synagoga z let 1770–1772

## Muzea
- Židovské muzeum – zemské muzeum mezinárodního významu[2]
- Muzeum hudby – má dvě pobočky, expozice o životě a díle Franze Schuberta, pořádá jeho každoroční festivaly[3]
- Muzeum ságy o Nibelunzích
- Archa Noemova – soukromé muzeum umění a přírody
- Muzeum – vodní mlýn

## Osobnosti města
- Rudolf z Emsu (kolem 1200–1254), středověký básník, romanopisec a minesengr
- Jakub Hanibal I. z Hohenemsu (1530–1587), říšský hrabě, vojevůdce císařských a papežských vojsk
- Kašpar z Hohenemsu (1574–1638/40), říšský hrabě, prvorozený syn Jakuba Hanibala I.
- Markus Sittikus IV. (1574–1619), arcibiskup v Salcburku, druhorozený syn Jakuba Hanibala I.
- Salomon Sulzer (1804–1890), kantor (synagogální zpěvák neboli chazan) a hudební skladatel
- Reinhold Bilgeri (* 1950), zpěvák a literát
- Christian Klien (* 1983), bývalý pilot Formule 1.

## Partnerská města
- Bystré, Česko, 1997 [4]
- Polička, Česko, 1997
- Ostfildern, Německo, 2009